# Регенеративная медицина
Регенеративная медицина — восстановление поражённой болезнью или повреждённой (травмированной) ткани с помощью активации эндогенных стволовых клеток или с помощью трансплантации клеток (клеточной терапии).

## Регенеративная медицина — новая отрасль знаний
Регенеративная медицина формируется на стыке биологии, медицины и инженерии. Считают, что она способна коренным образом изменить способы улучшения здоровья путём восстановления, поддержания и улучшения функций органов и тканей  при использовании методов терапевтического клонирования, 3D-биопринтинга и клеточной терапии .
В последние годы регенеративная медицина представляет собой самостоятельную бурно развивающуюся дисциплину. В 2006 году стал выходить специализированный журнал Regenerative medicine. Появились многочисленные институты и компании, занимающиеся разработкой методов лечения с помощью стволовых клеток.
В России успешно функционирует частный технопарк "Генериум", занимающийся разработкой и внедрением методов регенеративной медицины. С 2021 года набор на магистерскую программу по регенеративной биомедицине осуществляет Московский государственный университет имени М.В.Ломоносова.

## Достижения
В настоящее время в рамках регенеративной медицины разрабатываются методы лечения широкого спектра болезней. Наиболее заметные результаты были получены на следующих направлениях.

### Гепатология
В экспериментальных исследованиях показана эффективность клеточных технологий для пролонгированной восстановительной регенерации повреждённой печени при использовании мультипотентных мезенхимальных стромальных клеток костного мозга (ММСК КМ) на биодеградируемом геле, использовании выделенной из печени комбинации белковых факторов, а также тканеинженерных конструкций жёлчных путей.

### Диабет
Установлено, что в жировой ткани человека имеются клетки, которые, будучи пересаженными в печень, не только там успешно размножаются, но и синтезируют инсулин точно так же, как в нормальном случае это делают соответствующие клетки поджелудочной железы. Успешные опыты на мышах показывают перспективность лечения диабета с помощью методов на основе такого подхода.

### Сердечно-сосудистые болезни
Имеются опыты успешного применения стволовых клеток из здорового сердца свиньи для лечения повреждений её сердечной мышцы после того, как она испытала сердечный приступ. Поскольку сердце свиньи считается хорошей моделью человеческого сердца, эти результаты демонстрируют возможность использования стволовых клеток, взятых из здоровой части сердца больного, для лечения повреждённой его части. В экспериментальных исследованиях показано создание тканеинженерных конструкций сосудистых протезов.

### Нервные болезни
Инъекции эмбриональных стволовых клеток в спинной мозг мышей и крыс делают то, что до сих пор было невозможно: парализованные из-за повреждения спинного мозга грызуны вновь обретают подвижность. На очереди клинические испытания на людях.

### Глазные болезни
Трансплантация стволовых клеток с успехом применяется для восстановления зрения у пациентов со врождёнными или полученными в результате болезней дефектами роговицы глаза.

### Облысение
Методы регенеративной медицины активно разрабатываются для борьбы с широко распространённой и не имеющей пока эффективного решения проблемой наследственного (андрогенетического) облысения. Уже проходят клинические испытания технологии восстановления волос, использующие диапазон идей от клонирования здоровых волосяных фолликулов пациента с последующим внедрением клонов в облысевшие области до стимуляции роста новых волосяных фолликулов в областях облысения.

### Стоматология
Методы тканевой инженерии применяются для регенерации костной ткани при дефектах в челюстно-лицевой области. Например, инъекции мезенхимальных стромальных клеток стимулируют васкуляризацию и эпителизацию десны уже и на ранних сроках за счет противовоспалительных эффектов . Препарат под названием Gintuit, предназначенный для восстановления слизистой оболочки полости рта, представляет собой тканеинженерный продукт, содержащий клетки (аллогенные кератиноциты и фибробласты человека) и бычий коллаген. Это первый клеточный препарат, одобренный FDA для стоматологического рынка и первый препарат, получивший разрешение через  Центр исследований и оценки биопрепаратов. Он поможет стоматологам восстанавливать ткани десны, не прибегая к травматичным лоскутным операциям. Результаты клинических испытаний показали безопасность и хорошую переносимость Gentuit.

### Клеточные технологии в ревитализации кожи лица
С 2004 г. в РНИМУ в рамках Российской межотраслевой программы «Клеточные технологии — медицине» изучается возможность использования клеточных культур фибробластов регенерации ран и восстановления кожи. Эта методика интрадермального введения культуры аутологичных фибробластов человека используется с 1994 г. американской компанией «Isolagen Technologies Inc.»

### Уретропластика
Институтом регенеративной медицины Университета Уэйк-Форест под руководством Энтони Атала в многолетней клинической практике показана эффективность регенерации уротелия при использовании тканеинженерных конструкций.

## Моральные вопросы
Стволовые клетки, являющиеся базовыми строительными блоками организма, делятся на две основные категории: эмбриональные, способные превратиться в любую ткань организма, и взрослые — более специализированные.
Взрослые стволовые клетки применяются для лечения достаточно широкого диапазона болезней, от рака до болезней крови. Но взрослые стволовые клетки имеются в организме в ограниченном количестве, их непросто взять, иногда они вызывают побочные эффекты, препятствующие их медицинскому использованию
Один из лучших источников стволовых клеток — это эмбрионы на ранней стадии развития или абортированные. Однако здесь возникает немало вопросов морального и юридического характера. Можно ли предложить сделать аборт, чтобы получить клетки, необходимые для спасения пациента? Не повлияет ли заинтересованность врачей в стволовых клетках на их рекомендации о необходимости аборта? Не станут ли некоторые женщины производить эмбрионы для продажи? Преодолеть в будущем эти моральные вопросы позволят технологии индуцированных стволовых клеток, благодаря которым клетки для лечения можно будет получать от самого пациента. Для этого клетки, полученные из кожи, крови или мочи пациента, преобразуют в клетки, нужные для лечения. Эти технологии можно будет использовать в не столь уж отдалённом будущем для трансплантации почек, печени, трахеи, лёгких; лечения инфаркта, некоторых глазных болезней.